# Cure
Cure (japonês: キュア) foi uma revista japonesa de rock e moda publicada mensalmente. Ela apresenta bandas recentes da cena visual kei e também dicas de moda e estilo. Originalmente, focava em promover bandas visual kei menos conhecidas de do que aquelas cobertas por revistas maiores como a Shoxx e Fool's Mate.
A primeira edição da Cure foi lançada em outubro de 2003, apresentando a banda Kagerou na capa.
Fora do Japão, a revista possui uma loja no bairro de Little Tokyo em Los Angeles, chamada XENON. No Anime Expo 2009 em Los Angeles, foi anunciado que seria lançado uma subdivisão da revista focada em ídolos. Esta subdivisão durou apenas uma edição. Uma versão em inglês da revista também não teve mais que uma edição.
Uma mudança significava aconteceu na edição 177, publicada em junho de 2018. A revista alterou seu logo e começou a publicar todas as páginas coloridas, além de alterar o formato das entrevistas e incluir mais imagens. Tornou-se disponível digitalmente em outubro de 2020.
Em abril de 2022, a sua publicadora Asia House anunciou a suspensão da revista e a última edição foi lançada em junho.

## Festivais
Em abril de 2016, a revista organizou o World Visual Festival, onde bandas visuais estrangeiras também participaram ao lado dos atos japoneses como Diaura, Mejibray e Dezert. Em 2019, outra edição do festival aconteceu, desta vez somente com bandas japonesas, contando com a presença de JILUKA, Kizu, Arlequin, entre outras.